# Wanuri Kahiu

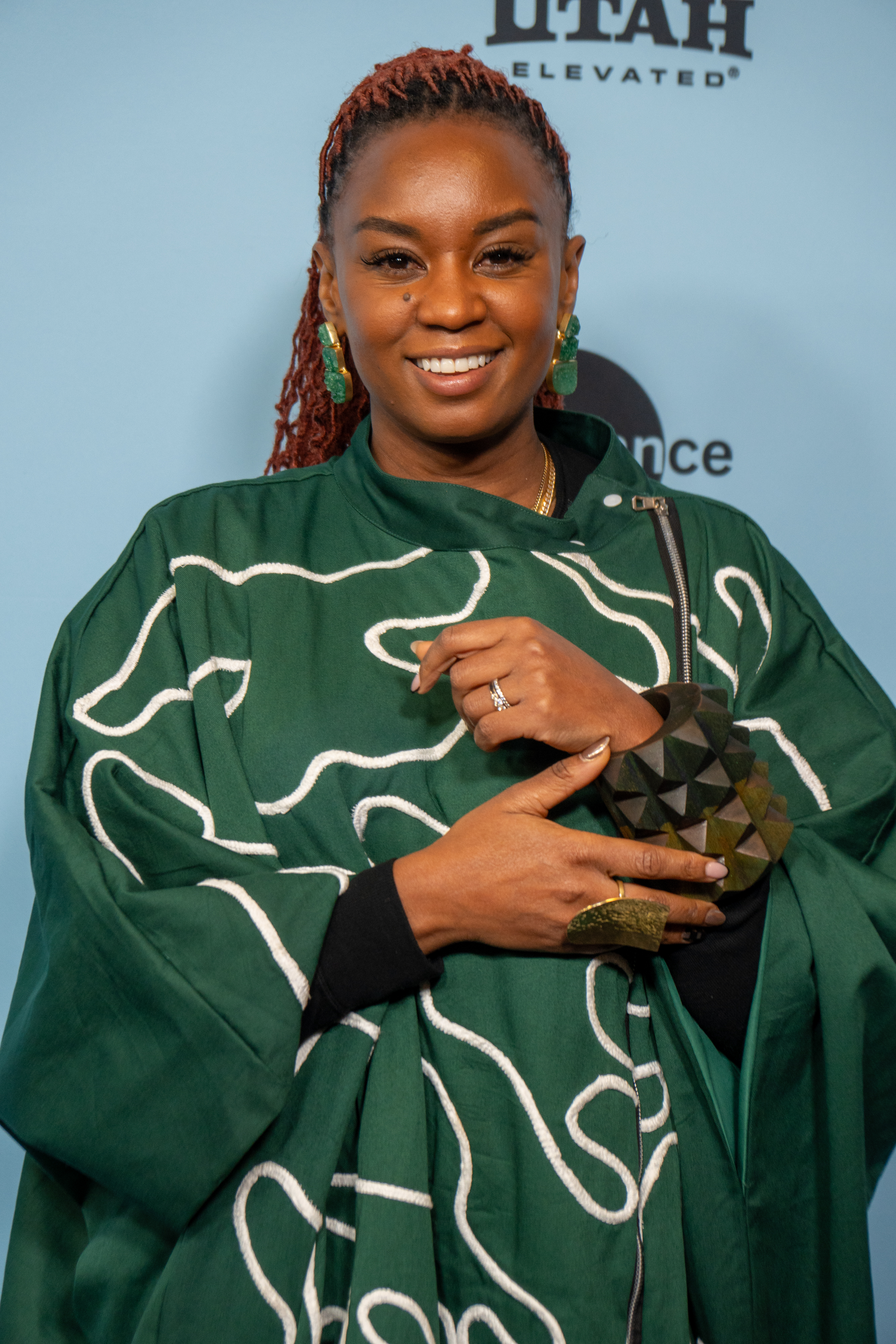
Wanuri Kahiu (2025)

Wanuri Kahiu (geboren 1980 in Nairobi) ist eine kenianische Filmregisseurin.

## Leben
Kahiu studierte im Bachelor Management an der University of Warwick und absolvierte anschließend ein Masterstudium in Film an der University of California in Los Angeles.
Kahius Karriere als Regisseurin begann vor allem ab 2008 sehr erfolgreich. Ihr erster Langspielfilm entstand 2008 mit From a Whisper. Der Film behandelt die Terroranschläge auf die Botschaften der Vereinigten Staaten in Daressalam und Nairobi im Jahr 1998 und wurde bei den African Movie Academy Awards 2009 in zahlreichen Kategorien ausgezeichnet, unter anderem als „bester Film“. Mit For Our Land drehte sie 2009 für das Fernsehen einen Dokumentarfilm über die kenianische Friedensnobelpreisträgerin und Umweltaktivistin Wangari Maathai. Im gleichen Jahr veröffentlicht sie den Science-Fiction-Kurzfilm Pumzi, der beim Sundance Film Festival uraufgeführt wurde.
Ihr zweiter Langspielfilm Rafiki konnte nach jahrelanger Suche nach Fördergeldern, Dreharbeiten und Postproduktion erst 2018 veröffentlicht werden. Der Film handelt von einer lesbischen Liebesbeziehung zwischen zwei jungen Frauen in Nairobi, wurde aufgrund der Thematik und der Gesetzeslage von Homosexualität in Kenia in ihrem Heimatland zunächst verboten; nach einer Beschwerde Kahius beim Höchstgericht Kenias wurde das Verbot allerdings aufgehoben. Der Film war der erste kenianische Film, der auf den Internationalen Filmfestspielen von Cannes gezeigt wurde.
Der Erfolg von Rafiki ermöglichte ihr den Schritt nach Hollywood. Bei einer Umsetzung von Ali Benjamins Jugendbuch The Thing About Jellyfish mit Millie Bobby Brown in der Hauptrolle wird Kahiu Regie führen.
Sie setzt sich für die Förderung von junger, leichter und dynamischer afrikanischer Kunst ein. Sie ist Mitbegründerin des Mediennetzwerkes Afrobubblegum. 2017 gab sie einen TED Talk über junge afrikanische Kunst.

## Auszeichnungen
- African Movie Academy Award 2009 als beste Regisseurin für From a Whisper
- Cultural Leader des Weltwirtschaftsforums 2018[1]
- OkayAfrica 100 Women 2018[4]

## Filmografie
- 2006: Ras Star (Kurzfilm)
- 2008: From a Whisper
- 2009: For Our Land
- 2009: Pumzi (Kurzfilm)
- 2018: Rafiki
- 2022: Look Both Ways